# Cicle Atkinson

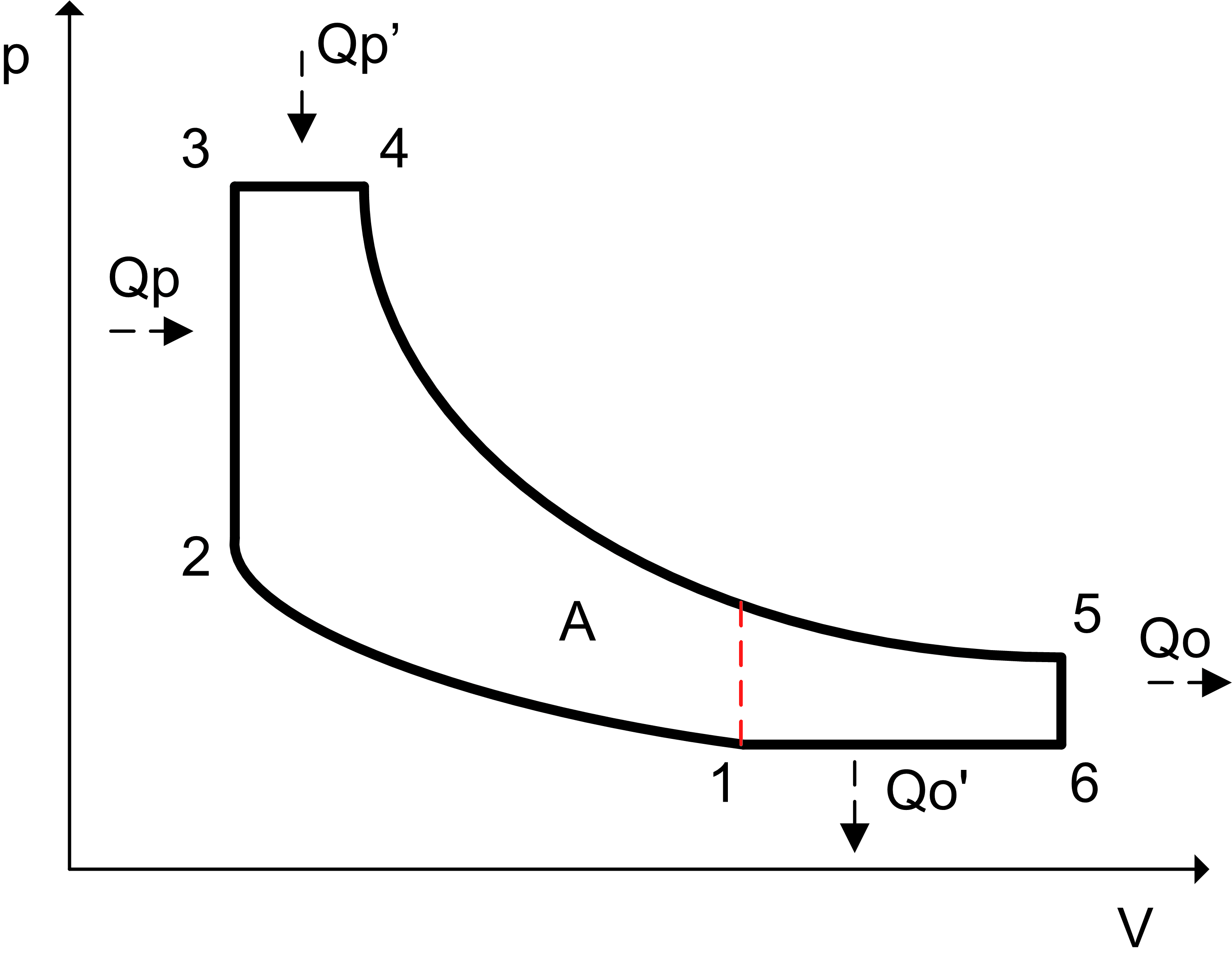
Cicle termodinàmic d'un motor Atkinson.

motor Atkinson

Màquina de cicle rotatiu Atkinson.

El motor de cicle Atkinson  és un motor de combustió interna, inventat per James Atkinson el 1882. El cicle Atkinson es va dissenyar per oferir major eficiència a costa de la potència. Els motors amb cicle Atkinson comencen a ser utilitzats en les aplicacions híbrides modernes.

## Cicle rotatiu Atkinson
El cicle Atkinson pot servir en una màquina rotativa. Aquestes màquines tenen una fase de potència per revolució, juntament amb els diferents volums de compressió i d'expansió, del cicle original Atkinson. Els gasos d'escapament s'expulsen de la màquina per aire comprimit. Aquesta modificació del cicle Atkinson permet l'ús alternatiu de combustible tipus Diesel i hidrogen.

## Disseny
El motor de cicle Atkinson original, està basat en el de cicle Otto. La relació d'expansió difereix del de compressió, això provoca que pugui assolir major eficiència que un motor de cicle Otto. Mentre que el motor que va dissenyar Atkinson no és més que una anècdota històrica, el cicle Atkinson s'implantat en nous motors, perquè ofereix una important reducció del consum de combustible en comparació amb el cicle Otto. El desavantatge d'un motor amb cicle Atkinson sobre el tradicional de cicle Otto és que ofereix menys potència.
Hi ha diversos models de cotxes que munten un motor de cicle Atkinson, tots en combinació amb motors elèctrics, en cotxes híbrids. Entre aquests vehicles destaquen el Toyota Prius i l'Auris HSD (les sigles de Hybrid Synergy Drive), el Ford Escape, el Lexus RX 450h i el Hyundai Sonata.